# Edward Bear
Gli Edward Bear sono stati un gruppo musicale canadese di genere rock. Sono stati attivi tra la seconda metà degli anni '60 e il 1974.

## Storia della band
La band si formò a Toronto come un quintetto blues rock e fu inizialmente nota con il nome Edward Bear Revue. Conosciuti solo a livello locale, il punto di svolta della loro carriera avvenne nel 1969 quando aprirono un concerto dei Led Zeppelin a Toronto e furono notati da un emissario della Capitol Records che li mise immediatamente sotto contratto. A livello discografico il loro stile virò verso il pop e il soft, ed ebbe il suo fulcro nelle abilità compositive del cantante e batterista Larry Evoy.
Il loro maggiore successo fu la canzone "Last Song", che arrivò al terzo posto della classifica Billboard e vendette oltre due milioni di copie. Insigniti di un Juno Award nel 1973, il gruppo si sciolse un anno dopo, con Evoy che dopo una breve esperienza da solista divenne produttore.

## Discografia

### Album studio
- 1969   -  Bearings
- 1970  -    Eclipse
- 1972  -  Edward Bear  (U.S. #63)
- 1973 -  Close Your Eyes (U.S. #183)

Raccolte
- 1986   -  The Best of the Bear
- 1991  -   The Edward Bear Collection

Singoli
| Anno | Titolo                     | Canada | USA |
| ---- | -------------------------- | ------ | --- |
| 1970 | "You, Me and Mexico"       | 3      | 68  |
| 1970 | "You Can't Deny It"        | 16     | —   |
| 1971 | "Spirit Song"              | 86     | —   |
| 1972 | "Fly Across the Sea"       | 18     | —   |
| 1972 | "Masquerade"               | 7      | —   |
| 1972 | "Last Song"                | 1      | 3   |
| 1973 | "Close Your Eyes"          | 3      | 37  |
| 1973 | "Walking on Back"          | 33     | 115 |
| 1973 | "Coming Home Christmas"    | —      | —   |
| 1974 | "Same Old Feeling"         | 36     | —   |
| 1974 | "Freedom for the Stallion" | 20     | —   |